# Lặng yên dưới vực sâu
Lặng yên dưới vực sâu là một bộ phim truyền hình được thực hiện bởi Trung tâm Phim truyền hình Việt Nam, Đài Truyền hình Việt Nam do Đào Duy Phúc làm đạo diễn. Phim được chuyển thể từ tiểu thuyết cùng tên của nhà văn Đỗ Bích Thúy. Phim phát sóng vào lúc 14h30 thứ 7, Chủ nhật hàng tuần bắt đầu từ ngày 1 tháng 4 năm 2017 và kết thúc vào ngày 16 tháng 7 năm 2017 trên kênh VTV3.

## Nội dung
Lặng yên dưới vực sâu kể về mối tình của Vừ (Đình Tú) – một chàng trai tài giỏi, tốt bụng đã đem lòng yêu Súa (Phương Oanh) – một cô gái xinh đẹp, mạnh mẽ. Nhưng tình yêu của họ lại bị ngăn cấm bởi gia đình nhà Súa do hoàn cảnh nhà Vừ nghèo, không có tiền cưới vợ, còn Súa thì lại bị Phống (Doãn Quốc Đam) – một thanh niên nhà giàu, cướp về làm vợ. Không đến được với nhau, Súa đành trao duyên lại cho cô bạn thân của mình là Xí (Nguyễn Hương Giang). Những tưởng tình yêu Vừ – Súa sẽ kết thúc ở đây, nhưng bằng bản năng mạnh mẽ, khát vọng tự do của Súa đã khiến cô không chấp nhận và chịu đầu hàng số phận. Còn Vừ, tuy có những lúc tuyệt vọng, định buông xuôi đón nhận tình cảm của Xí, nhưng cuối cùng, anh hành động theo tiếng gọi của trái tim...

## Diễn viên

### Diễn viên chính
- Phương Oanh trong vai Súa[1]
- Đình Tú trong vai Vừ[1]
- Doãn Quốc Đam trong vai Phống[1]
- Nguyễn Hương Giang trong vai Xi[1]
- Bùi Bài Bình trong vai Ông Dìn[1]
- Bùi Minh Phương trong vai Bà Máy[1]
- Tiến Mộc trong vai Ông Páo[1]
- Minh Nguyệt trong vai Bà Và[1]
- Huy Toàn trong vai Dính[1]
- Lan Hương trong vai Chía[1]
- Trịnh Huyền trong vai Xây[1]
- Xuân Trường trong vai Ông Cáy[1]

### Diễn viên phụ
- Hoàng Kim trong vai Tân[1]
- Trần Nghĩa trong vai Sứ
- Diệu Hoa trong vai Liên
- Thu An trong vai Mẹ Dính
- Cường Kiên trong vai Bố Dính
- Hoàn Thùng trong vai Mẹ đẻ Phỗng
- Đức Khang trong vai Ông chăn bò
- Lý Mí Hùng trong vai Ông chủ rửa xe
- Bé Hoàng trong vai Bé Pó

## Ca khúc trong phim
Bài hát trong phim là ca khúc Lặng Yên do nhạc sĩ Dương Trường Giang sáng tác, Bùi Anh Tuấn và Ái Phương thể hiện.

## Giải thưởng
| Năm  | Giải thưởng    | Hạng mục                    | (Người) đề cử | Kết quả       | Tham khảo |
| ---- | -------------- | --------------------------- | ------------- | ------------- | --------- |
| 2017 | Giải Cánh diều | Phim truyện truyền hình     | —             | Cánh diều bạc | [ 9 ]     |
| 2017 | Giải Cánh diều | Nữ diễn viên chính xuất sắc | Phương Oanh   | Đề cử         | [ 9 ]     |